# Kadov (district de Žďár nad Sázavou)
Pour les articles homonymes, voir Kadov.
Kadov (en allemand : Kadau) est une commune du district de Žďár nad Sázavou, dans la région de Vysočina, en République tchèque. Sa population s'élevait à 156 habitants en 2020.

## Géographie
Kadov se trouve à 8 km au nord de Nové Město na Moravě, à 13 km au nord-est de Žďár nad Sázavou, à 44 km au nord-est de Jihlava et à 129 km au sud-est de Prague.
La commune est limitée par Sněžné au nord, par Kuklík à l'est, par Nové Město na Moravě au sud et par Fryšava pod Žákovou horou à l'ouest.

## Histoire
La première mention écrite de la localité date de 1570.

## Transports
Par la route, Kadov se trouve à 9,5 km de Nové Město na Moravě, à 15,5 km de Žďár nad Sázavou, à 53 km de Jihlava et à 166 km de Prague.